# Перес, Энцо Николас
Э́нцо Никола́с Пе́рес (исп. Enzo Nicolás Pérez; 22 февраля 1986, Мендоса) — аргентинский футболист, полузащитник клуба «Ривер Плейт». Выступал за сборную Аргентины.

## Биография
Родился в Мендосе на западе Аргентины и стал заниматься футболом в молодёжных командах сильнейшей команды провинции — «Годой-Крус». С 2003 года выступал за основную команду «Годой-Круса» и в результате помог своему клубу впервые в истории выйти в элитный дивизион. 9 сентября 2006 года именно Перес стал автором первого гола клуба из провинции Мендоса в Примере Аргентины за всю историю — это случилось в матче против «Бельграно» из Кордовы.
В 2007 году перешёл в «Эстудиантес» и стал причастен ко всем успехам команды на международной арене в последние годы — к первому финалу в международных соревнованиях с 1971 года, которого команда добилась в 2008 году, дойдя до финала Южноамериканского кубка (поражение по сумме двух матчей от бразильского «Интернасьонала») а также к победе в Кубке Либертадорес 2009, которая стала четвёртой в истории клуба и первой с 1970 года.
В 2011 году Перес перебрался в Европу, став футболистом португальского клуба «Бенфика». Аргентинец достаточно быстро закрепился в стартовом составе «орлов» и вместе с командой завоевал несколько национальных титулов. Также «Бенфика» дважды подряд доходила до финала Лиги Европы (В 2013 и 2014 годах), но оба раза терпела поражение.
Во время зимнего трансферного окна 2015 года перешёл в испанскую «Валенсию». С 2017 года выступает на родине за «Ривер Плейт».
Энцо Перес был вызван Диего Марадоной в сборную Аргентины на товарищеский матч против Ганы 30 сентября 2009 года, однако на поле так и не появился. Дебют полузащитника за сборную состоялся лишь в 2011 году. На чемпионате мира в Бразилии Перес был основным игроком своей сборной, которая дошла до финала турнира, уступив там сборной Германии.

## Титулы и достижения
- Чемпион Аргентины (2): Апертура 2010, 2021
- Обладатель Кубка Аргентины (2): 2016/17, 2018/19
- Обладатель Суперкубка Аргентины (2): 2017, 2019
- Обладатель Трофея чемпионов ПФЛ Аргентины (1): 2021
- Чемпион Португалии (1): 2013/14
- Обладатель Кубка Португалии (1): 2013/14
- Обладатель Кубка лиги (2): 2011/12, 2013/14
- Обладатель Суперкубка Португалии (1): 2014
- Обладатель Кубка Либертадорес (2): 2009, 2018
- Финалист Кубка Либертадорес (1): 2019
- Серебряный призёр чемпионата мира (1): 2014